# Koichi Tohei

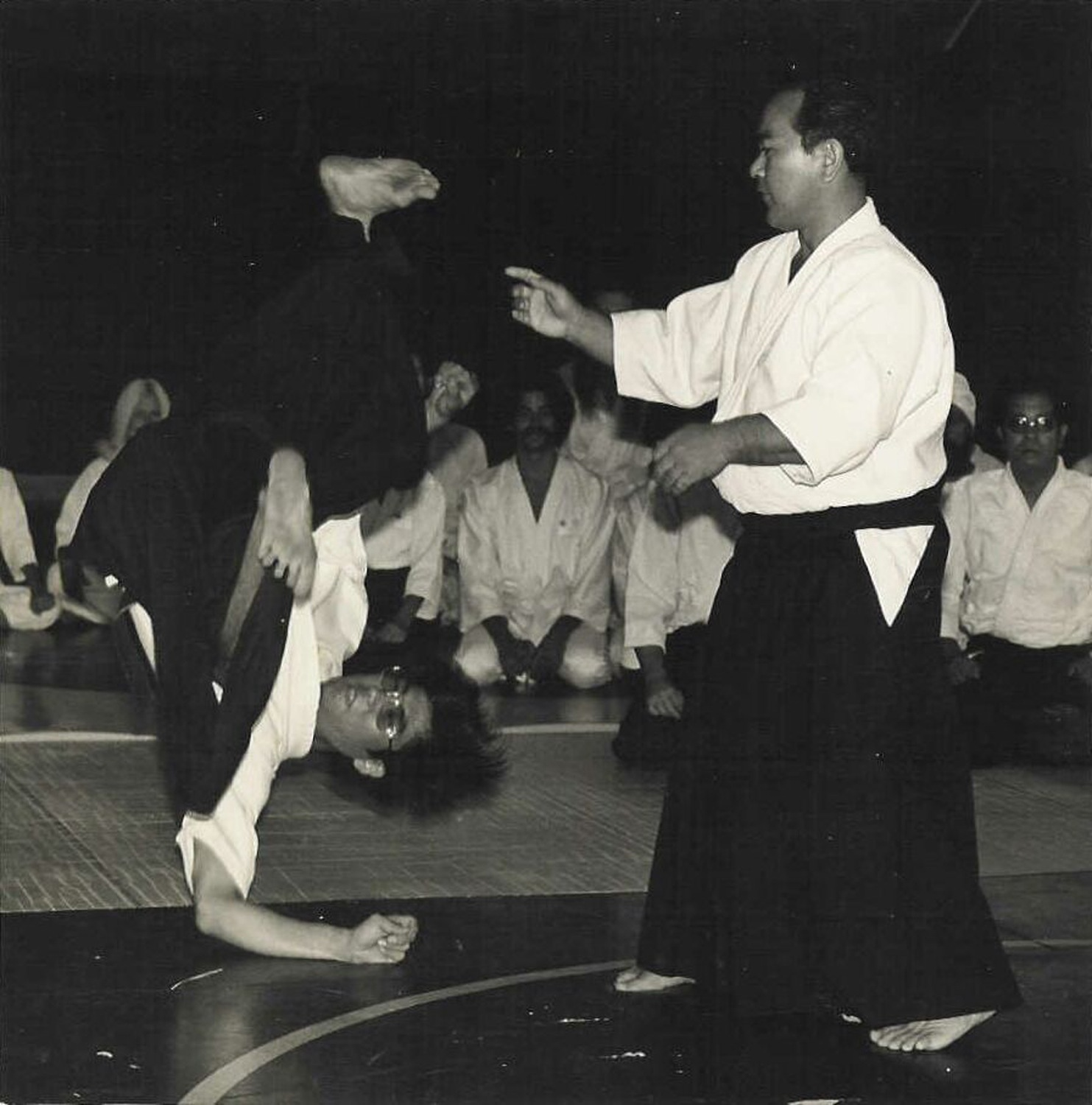
Koichi Tohei

Koichi Tohei (藤平光一, Tōhei Kōichi; Shitaya, januari 1920) is een van de bekendste Aikidoka's. Tohei wordt door een deel van de aikidogemeenschap beschouwd als de opvolger van de oprichter van de Aikido, Morihei Ueshiba.
Koichi Tohei werd naar de Verenigde Staten gezonden met de missie om dit land bekend te maken met Aikido. Dit bleek een moeilijke opdracht, omdat hij zich telkens verplicht voelde de effectiviteit van deze krijgskunst te bewijzen tegenover boxers, prijsvechters en beoefenaars van andere krijgssporten. Dat hij hierbij geen nederlagen te verduren kreeg, verklaarde hij door het feit dat al zijn tegenstanders eenzelfde fout maakten: ze vielen als eerste aan, waardoor ze geen harmonie konden bewaren.
De grote verschillen met Kisshomaru Ueshiba, de zoon van de oprichter, wat betreft de vorm waarin aikido onderwezen diende te worden, deed Koichi Tohei ertoe besluiten de oorspronkelijke school Aikikai te verlaten en zijn eigen Ki-society op te richten, waarin zijn visie niet veel afweek van de klassieke vorm van aikido die door Morihei Ueshiba werd onderwezen. Deze splitsing gebeurde na de dood van Ueshiba, toen diens zoon naar Japans gebruik tot natuurlijke opvolger werd verkozen.